# Organización municipal de la provincia del Chubut
En la provincia del Chubut en Argentina el régimen municipal es ejercido por gobiernos locales denominados municipios, que pueden tener municipalidades o comisiones de fomento. Existen también gobiernos locales que no tienen esa categoría y son llamados comunas rurales.

## Los municipios en la Constitución de la Nación Argentina
La organización municipal estuvo contemplada en la Constitución de la Nación Argentina desde su primera promulgación el 1 de mayo de 1853, expresando en su artículo 5 que cada provincia debía dictar una constitución que asegurara su régimen municipal. Sin embargo, no estaba claro si los municipios debían ser autónomos o autárquicos hasta la sentencia del 21 de marzo de 1989 de la Corte Suprema de Justicia de la Nación Argentina (Caso Rivademar), que interpretó que los municipios eran constitucionalmente autónomos.
Esta sentencia fue contemplada en la reforma de la Constitución de la Nación Argentina según el texto sancionado el 22 de agosto de 1994:

Art. 123. Cada provincia dicta su propia Constitución, conforme a lo dispuesto por el Art. 5 asegurando la autonomía municipal y reglando su alcance y contenido en el orden institucional, político, administrativo, económico y financiero.

## Los gobiernos locales en la Constitución de la Provincia del Chubut
La Constitución de la Provincia del Chubut reformada el 6 de mayo de 2010 establece respecto del régimen municipal:

Art. 224. Esta Constitución reconoce la existencia del Municipio como una comunidad sociopolítica fundada en relaciones estables de vecindad y como una entidad autónoma.

Art. 225. Los municipios son independientes de todo otro poder en el ejercicio de sus funciones y gozan de autonomía política, administrativa y financiera con arreglo a las prescripciones de esta Constitución. La categoría y delimitación territorial de los municipalidades, comisiones de fomento y comunas rurales son determinadas por ley, la que requiere para su aprobación el voto de los dos tercios del total de los miembros de la Legislatura y tiene en cuenta especialmente la zona en que se presten total o parcialmente los servicios municipales y el inmediato crecimiento poblacional.

Art. 226. Cuando una municipalidad tiene en su ejido urbano más de mil (1.000) inscriptos en el padrón municipal de electores, puede dictar su propia carta orgánica para cuya redacción goza de plena autonomía.

Art. 227. En las ciudades, pueblos y demás núcleos urbanos de la Provincia, el gobierno y administración de los intereses y servicios locales están a cargo de municipalidades o comisiones de fomento. Tienen municipalidades las poblaciones en cuyo ejido urbano hay más de quinientos (500) inscriptos en el padrón municipal de electores. Tienen comisiones de fomento las poblaciones en cuyo ejido hay más de doscientos (200) inscriptos en el mismo padrón.

Art. 228. La ley determina la competencia material, asignación de recursos y forma de gobierno de las comunas rurales, asegurando un sistema representativo con elección directa de sus autoridades.

Art. 229. (...) En toda municipalidad hay un cuerpo deliberativo y un departamento ejecutivo que se eligen por voto directo del cuerpo electoral municipal (...)

Art. 231. La convención municipal somete su primera carta orgánica a la Legislatura que la aprueba o rechaza sin derecho a enmendarla. En la misma carta se establece el procedimiento para las reformas ulteriores.

Art. 232. La Legislatura dicta una Ley Orgánica Municipal que reglamente el funcionamiento, los derechos y atribuciones de los municipios (...)

Art. 235. La regionalización para el desarrollo integral debe realizarse sobre la base de la participación de los municipios en la elaboración de las políticas provinciales en materia de ordenamiento territorial de los espacios interjurisdiccionales, cuando los ejidos municipales se encuentren comprendidos o vinculados a planes y procesos de desarrollo económico social a escala regional o subregional.

### Alcance de la autonomía institucional
La Constitución de la Provincia del Chubut establece que los municipios superen los 1000 inscriptos en el padrón municipal de electores pueden obtener la autonomía institucional mediante la sanción de una carta orgánica. La constitución establece que los municipios con carta orgánica deben tener un cuerpo deliberativo y un departamento ejecutivo de elección popular, sin fijar el número de concejales. La primera carta orgánica sancionada por un municipio debe ser aprobada por la Legislatura provincial.

## Ley de Corporaciones Municipales n.º 3098
La ley de Corporaciones Municipales n.º 3098 (ley XVI-46 en el Digesto Jurídico provincial) establece:

Art. 1. La administración y gobierno local de los centros urbanos de la Provincia, estará a cargo de Corporaciones Municipales o Comisiones de Fomento, de acuerdo con lo establecido por el art. 227 de la Constitución Provincial.

Art. 2. Habrá municipalidades en todo núcleo urbano que tenga más de quinientos (500) electores inscriptos en su padrón electoral. Habrá Comisión de Fomento en todo núcleo urbano que tenga más de doscientos (200) electores inscriptos en su padrón electoral.

Art. 3. Las municipalidades serán de dos tipos:

a) Las existentes en los núcleos urbanos que cuenten con más de cuatro mil (4.000) inscriptos en su padrón electoral.

b) Las existentes en los núcleos urbanos que cuenten con menos de cuatro mil (4.000) inscriptos en su padrón electoral.

Art. 4. Las Corporaciones Municipales se compondrán de un Departamento Ejecutivo y un Concejo Deliberante.

Art. 5. Los Concejos Deliberantes de las Municipalidades en los núcleos urbanos que cuenten con más de cuatro mil (4.000) inscriptos en su padrón electoral, se compondrán de diez (10) Concejales. Los Concejos Deliberantes de las Municipalidades en los núcleos urbanos que cuenten con menos de cuatro mil (4.000) inscriptos en su padrón electoral se compondrán de siete (7) Concejales.

Art. 6. El Departamento Ejecutivo de las Municipalidades estará a cargo de un ciudadano con el título de Intendente.

Art. 104. La delimitación territorial de las Corporaciones Municipales, serán fijadas por Leyes especiales.

Las comisiones de fomento están conformadas de manera similar a las municipalidades de 2.ª categoría, con un intendente y un concejo deliberante con 7 concejales.

## Ley XVI-93 de Comunas Rurales
La ley XVI-93 Orgánica de las Comunas Rurales promulgada el 23 de diciembre de 2014 establece:

Art. 1. La presente Ley regirá para aquellos núcleos urbanos que cuenten con menos de doscientos (200) habitantes inscriptos en el padrón electoral, y en tanto no alcancen la categoría de Municipios o Comisiones de Fomento, a los que se les llamará Comunas Rurales y serán administrados por un organismo denominado Junta Vecinal.

Art. 2. La Ley determinará la creación, denominación y jurisdicción, autorizando al Poder Ejecutivo a realizar las adecuaciones presupuestarias pertinentes.

Art. 5. El gobierno y la administración de  las Comunas estará a cargo de un ciudadano que se denominará  “Presidente de la Comuna Rural” y  será electo directamente por el pueblo, acompañado por un Vicepresidente, los cuales durarán 4 años en sus funciones y podrán ser reelegidos  únicamente por un nuevo período consecutivo.

Art. 6. El presidente de la Comuna Rural estará asistido por una Junta Vecinal integrada por cinco (5) miembros: el Presidente, el Vicepresidente, un (1) Tesorero, un (1) Secretario de Actas y un (1) Vocal. Su mandato culmina el mismo día en que cesa el Presidente sin que ningún evento pudiera prorrogarlo.

Art. 35. Para aquellas Comunas Rurales que superen los doscientos (200) habitantes inscriptos en el padrón electoral al momento de la sanción de la presente Ley y hasta tanto no hayan modificado su condición, de acuerdo a lo previsto en el artículo 227 de la Constitución de la Provincia del Chubut, regirá lo normado en la presente.